# Белфлауър (Калифорния)
Вижте пояснителната страница за други значения на Белфлауър.
Белфлауър (на английски: Bellflower) е град в окръг Лос Анджелис, щата Калифорния, САЩ. Белфлауър е с население от 72 878 жители (2000), а общата му площ е 15,90 км² (6,20 мили²).

## Личности
- Крис Картър, сценарист и продуцент на Досиетата Х
- Малкълм Дейвид Кели, актьор